# Glenn Mosley
Glenn E. Mosley (Newark, 26 dicembre 1955) è un ex cestista statunitense, professionista nella NBA, in Italia, Francia e Argentina.

## Carriera
Venne selezionato dai Philadelphia 76ers al primo giro del Draft NBA 1977 (20ª scelta assoluta).

## Palmarès
- Campionato francese: 1

CSP Limoges: 1982-83
- Coppa Korać: 1

CSP Limoges: 1982-83